# Епархия Визеу
 Епархия Визеу  (лат. Dioecesis Visensis) — епархия Римско-Католической церкви с центром в городе Визеу, Португалия. Епархия Визеу входит в митрополию Браги. Кафедральным собором епархии Визеу является собор Визеу.

## История
Епархия Визеу была образована в VI веке. Первое документальное свидетельство датируется 572 годом, когда епископ Визеу принял участие в церковном соборе в городе Брага. Первоначально епархия Визеу входила в митрополию Мериды-Бадахоса. 27 февраля 1120 года епархия Визеу вошла в митрополию Браги.
24 августа 1938 года епархия Визеу передала часть своей территории в пользу новой епархии Авейру.

## Источник
- Annuario Pontificio, Libreria Editrice Vaticana, Città del Vaticano, 2003, ISBN 88-209-7422-3